# Desmond Dickinson
Desmond Dickinson, detto Dickey (Londra, 25 maggio 1902 – 1º marzo 1986), è stato un direttore della fotografia britannico.
È fratello del regista Thorold Dickinson.

## Riconoscimenti
- Mostra del cinema di Venezia 1948: premio per la miglior fotografia - Amleto

## Filmografia parziale

### Direttore della fotografia
- Threads, regia di G.B. Samuelson (1932)
- Il mistero dell'arsenale (The Arsenal Stadium Mystery), regia di Thorold Dickinson (1939)
- Uomini di due mondi (Men of Two Worlds), regia di Thorold Dickinson (1946)
- Vendetta (Hungry Hill), regia di Brian Desmond Hurst (1947)
- Amleto (Hamlet), regia di Laurence Olivier (1948)
- Rivederti ancora (Madness of the Heart), regia di Charles Bennett (1949)
- Donna nel fango (The Woman in Question), regia di Anthony Asquith (1950)
- Addio Mr. Harris (The Browning Version), regia di Anthony Asquith (1951)
- L'importanza di chiamarsi Ernesto (The Importance of Being Earnest), regia di Anthony Asquith (1952)
- M7 non risponde (The Net), regia di Anthony Asquith (1953)
- Accadde a Berlino (The Man Between), regia di Carol Reed (1953)
- L'amante di Paride (Loves of Three Queens), regia di Marc Allégret e Edgar G. Ulmer (1954)
- Gli uomini sposano le brune (Gentlemen Marry Brunettes), regia di Richard Sale (1955)
- L'arciere del re (The Adventures of Quentin Durward), regia di Richard Thorpe (1955)
- La tenda nera (The Black Tent), regia di Brian Desmond Hurst (1956)
- L'ultimo uomo da impiccare (The Last Man to Hang?), regia di Terence Fisher (1956)
- Fuoco nella stiva (Fire Down Below), regia di Robert Parrish (1957)
- Il bandito dell'Epiro (Action of the Tiger), regia di Terence Young (1957)
- Clandestina a Tahiti (The Stowaway o Le Passager clandestin), regia di Ralph Habib (1958)
- Ordine di uccidere (Orders to Kill), regia di Anthony Asquith (1958)
- Gli orrori del museo nero (Horrors of the Black Museum), regia di Arthur Crabtree (1959)
- La città dei morti (The City of the Dead), regia di John Llewellyn Moxey (1960)
- Le mani dell'altro (The Hands of Orlac), regia di Edmond T. Gréville (1960)
- Il segreto del narciso d'oro (Das Geheimnis der gelben Narzissen / The Devil's Daffodil), regia di Ákos Ráthonyi (1961)
- Rapina al Cairo (Cairo), regia di Wolf Rilla (1963)
- Assassinio sul palcoscenico (Murder Most Foul), regia di George Pollock (1964)
- Assassinio a bordo (Murder Ahoy), regia di George Pollock (1964)
- Poirot e il caso Amanda (The Alphabet Murders), regia di Frank Tashlin (1965)
- Sherlock Holmes: notti di terrore (A Study in Terror), regia di James Hill (1965)
- Gangster tuttofare (Crooks and Coronets), regia di Jim O'Connolly (1969)
- Il terrore di Londra (Trog), regia di Freddie Francis (1970)
- Chi giace nella culla della zia Ruth? (Whoever Slew Auntie Roo?), regia di Curtis Harrington (1971)
- Perché il dio fenicio continua ad uccidere? (The Tower of Evil), regia di Jim O'Connolly (1972)

### Effetti speciali
- Missione segreta (Secret Mission), regia di Harold French (1942)